# Wingegyps
Wingegyps is een geslacht van uitgestorven condors behorend tot de Cathartidae dat in het Pleistoceen in Zuid-Amerika leefde. De typesoort is Wingegyps cartellei.

## Fossiele vondst
Fossielen van Wingegyps zijn gevonden in de teerputten van Mene de Inciarte in Venezuela en in de Brejões-grotten in de staat Braziliaanse staat Bahia. De vondsten uit de Brejões-grotten zijn ongeveer 12.000 jaar oud en op deze locatie zijn ook fossielen van een andere condor gevonden, Pleistovultur.

## Kenmerken
Wingegyps was met een lengte van 50 centimeter kleiner dan een kleine geelkopgier. De Californische condor is de nauwste verwant. Wingegyps had relatief korte, brede vleugels, een robuust lichaam, een lange nek en een kleine kop. 